# مصفوفة المعاملات المصاحبة
مصفوفة المعاملات المصاحبة (بالإنجليزية: The accompanying transaction matrix)‏ هي منقولة المصفوفة المرتبطة أي {\displaystyle C=adj(A)^{T}}

## كيفية إيجاد مصفوفة المعاملات المصاحبة

### المصفوفة 2×2
مصفوفة المعاملات المصاحبة للمصفوفة 2×2 هو :
{\displaystyle \mathbf {A} ={\begin{bmatrix}a&b\\c&d\\\end{bmatrix}}} أي
{\displaystyle \mathbf {C} ={\begin{bmatrix}a&-b\\-c&d\\\end{bmatrix}}}

### المصفوفة 3×3
يمكن إيجاد مصفوفة المعاملات المصاحبة للمصفوفة 3×3 بالطريقة التالية:
المصفوفة
{\displaystyle \mathbf {A} ={\begin{bmatrix}a&b&c\\d&e&f\\g&h&i\\\end{bmatrix}}}
1- في البداية نُطبق قاعدة الإشارات، حيث يكون عنصر المصفوفة الذي "مجموع رقمي صفه وعموده زوجي" موجبًا، فمثلا العنصر الذي في الصف 1 والعمود 3 يكون موجبًا، بينما العنصر في الصف 1 والعمود 2 يكون سالبًا.
{\displaystyle {\begin{bmatrix}+&-&+\\-&+&-\\+&-&+\\\end{bmatrix}}}
2- نوجد "مرافق كل عنصر"، وهو "المُحدد" الناتج بعد شطب صف العنصر وعموده، فمثلًا "مرافق العنصر a هو المحدد
{\displaystyle {\begin{bmatrix}e&f\\h&i\\\end{bmatrix}}=ei-fh}
3- وبالتالي تكون مصفوفة المرافقات هي:
{\displaystyle \mathbf {B} ={\begin{bmatrix}ei-fh&-(di-fg)&dh-eg\\-(bi-ch)&ai-cg&-(ah-bg)\\bf-ce&-(af-cd)&ae-bd\\\end{bmatrix}}}
4- وأخيرًا فإن مصفوفة المعامات المصاحبة هي "مدور مصفوفة المرافقات":
{\displaystyle \mathbf {C} ={\begin{bmatrix}ei-fh&-(bi-ch)&bf-ce\\-(di-fg)&ai-cg&-(af-cd)\\dh-eg&-(ah-bg)&ae-bd\\\end{bmatrix}}}

### المصفوفة n×n
تُستخدم نفس الخطوات المُتبعة مع المصفوفة 3×3.